# Яель Адлер
Яель Адлер — докторка медичних наук, відома[джерело?] німецька дерматологиня, авторка кількох наукових праць і бестселера «Що приховує шкіра», експертка із питань охорони здоров'я на телебаченні та у друкованих ЗМІ, членкиня багатьох медичних товариств[яких?].
З 2003 року Адлер виступає як експерт із дерматології у ЗМІ, зокрема на телеканалах ARD (Ratgeber Gesundheit, alpha-Forum), RBB (Abendjournal, ZIBB, RBB Praxis, Quivive), Deutschen Welle TV (Fit & Gesund, In Good Shape), ZDF (Morgenmagazin, WISO), а також на HR та MDR.
Її книга «Hautnah» стала бестселером за версією Spiegel. Станом наразі перекладена 31 мовою, зокрема українською.
3 вересня 2018 року світ побачила її друга книга «Darüber spricht man nicht», яка теж одразу стала бестселером. Права на публікацію українською належать видавництву КСД.

## Наукові праці
- Hautkrankheiten im Blick (mit Roland Niedner). Штутгарт: Wissenschaftliche Verlagsgesellschaft. 2004, 3. überarbeitete Auflage 2016. ISBN 978-3-8047-3247-6.
- Hautkrankheiten. Symptome, Therapie, Beratung. Штутгарт: Wissenschaftliche Verlagsgesellschaft. 2012. ISBN 978-3-8047-2815-8.

## Науково-популярна література
- Haut nah. Alles über unser größtes Organ. Мюнхен: Droemer. 2016. ISBN 978-3-426-27699-0.
- Darüber spricht man nicht. Weg mit den Körpertabus. Мюнхен: Droemer. 2018. ISBN 978-3-426-27751-5.

## Українські переклади
В Україні видавництвом книг Яель Адлер займається видавництво «Клуб сімейного дозвілля»[джерело?]. Книги виходять до серії «Зовнішня історія»:
- Адлер, Я. (2018). Зовнішня історія. Що приховує шкіра?. переклад з німецької С. В. Зубченка. Х.: КСД. с. 352.
- Адлер Я. (2019) Внутрішня історія. Про це не говорять / пер. з німецької С. В. Зубченка. — Харків: КСД, 320 с.